# AVRO's 3X20 minuten informatie
AVRO's 3X20 minuten informatie was een Nederlands televisieprogramma dat van 12 januari 1976 tot en 6 april 1978 door de AVRO op Nederland 1 werd uitgezonden. Er zijn in totaal 20 afleveringen gemaakt.
Het was een informatieve consumenten-service rubriek en werd eenmaal per maand, behalve in de zomermaanden, in de vooravond uitgezondenen duurde een uur. Dit uur was opgedeeld in drie blokken van 20 minuten (vandaar de naam) en behandelde achtereenvolgens onderwerpen die te maken hadden met de volgende 3 thema's: 
- Wonen en ons huis
- Auto en verkeer
- Reizen en vakanties

De centrale presentatie was in handen van Eveline van Velsen die daarnaast de tuinonderwerpen behandelde en uitleg gaf over bijvoorbeeld het inzaaien van graszaden. Verder was er een deskundige klusser aanwezig die onder meer tips en uitleg gaf. Een regelmatig terugkerend onderwerp was het verlagen van het plafond en het verhogen van de vloer. Ook muurbedekking kwam daarbij ter sprake. Verder konden kijkers vragen stellen die dan met de deskundige werden besproken. 
De rubriek 'Auto en verkeer' werd verzorgd door Fred van der Vlugt en vertoonde gelijkenis met latere programma's als Blik op de weg. In een van de uitzendingen maakte Fred van der Vlugt een vergelijking in reistijd per auto en per openbaar vervoer.
De rubriek 'Reizen en vakanties' gaf mogelijkheden en tips voor vakanties of dagjes uit, zowel in Nederland als Europa.